# Bjørn Helge Riise
Bjørn Helge Semundseth Riise (Ålesund, 21 giugno 1983) è un ex calciatore norvegese, di ruolo centrocampista.

## Biografia
È il fratello minore di John Arne Riise, calciatore professionista e sua volta della Nazionale norvegese.

## Caratteristiche tecniche
Riise è un calciatore duttile, in grado di ricoprire diverse posizioni in campo. La posizione in cui rende meglio, però, è quella di esterno destro di centrocampo, dove con la sua velocità può mettere in difficoltà il diretto marcatore. Può essere schierato, comunque, anche in una posizione più centrale o in appoggio ad un attaccante.

## Carriera

### Club

#### Aalesund e Viking
Riise ha cominciato la sua carriera con la maglia dell'Aalesund. È stato poi avvicinato a club come Manchester City e Cardiff City, ma i trasferimenti non si sono materializzati. Ha minacciato il ritiro dopo il fallimento delle trattative tra l'Aalesund e i gallesi, dichiarando di non sapere cosa volesse il suo club da lui e aggiungendo di non trovare più divertente il calcio.

#### Standard Liegi e Brussels
A gennaio 2003 ha firmato un contratto triennale con lo Standard Liegi, dopo aver impressionato la società durante un provino, che ha incluso anche due partite giocate con la squadra delle riserve. È diventato così compagno di squadra del connazionale Ole Martin Årst. Ha debuttato in squadra il 15 febbraio, sostituendo Jinks Dimvula nella sconfitta per 4-2 sul campo del Club Bruges. Dopo 17 incontri per lo Standard, è stato prestato al Brussels. Quando il suo contratto di prestito è giunto alla scadenza, il Brussels aveva un'opzione sull'acquisto a titolo definitivo, non sfruttata.

#### Lillestrøm
Il 31 maggio 2005, Riise è tornato in patria per giocare nel Lillestrøm. Ha firmato un contratto della durata di tre anni e mezzo. Ha esordito per la nuova squadra il 3 luglio, contro il Molde. Ha dovuto attendere il 7 maggio 2006 per la prima rete nella massima divisione norvegese, quando ha siglato il gol del definitivo 2-1 sullo Start.
Con questa squadra, si è aggiudicato il Norgesmesterskapet 2007, giocando titolare nel successo per 2-0 sull'Haugesund.

#### Fulham, Sheffield United e Portsmouth
Il 18 luglio 2009, i media norvegesi hanno riportato la notizia che Riise avrebbe presto raggiunto i connazionali Brede Hangeland ed Erik Nevland al Fulham, in cambio di una cifra di circa due milioni di sterline. Il 20 e 21 luglio, il Fulham ha sottoposto il giocatore a visite mediche, per ufficializzare l'acquisto di Riise il giorno successivo, con un contratto triennale. L'accordo tra i club rimase privato.
Il calciatore ha debuttato con la maglia dei Cottagers il 6 agosto, sostituendo Zoltán Gera nel successo per 3-0 sul Vėtra, in una sfida valida per l'Europa League 2009-2010. Il primo incontro nella Premier League è stato invece datato 4 ottobre 2009, quando ha sostituito Clint Dempsey nel pareggio per 2-2 in casa del West Ham United. Riise ha giocato spesso nella prima stagione al Fulham, sotto la guida di Roy Hodgson, soprattutto in Europa League: proprio in questa competizione, ha raggiunto la finale con il Fulham, ma venne sconfitto dall'Atlético Madrid.
Nella stagione seguente, con il cambio di guida tecnica (Mark Hughes è stato nominato nuovo manager), il suo spazio in squadra si è assottigliato. Il 15 febbraio 2011 è passato così in prestito allo Sheffield United, per il resto della stagione. Ha debuttato nella nuova squadra, militante nella Championship, il giorno stesso: è sceso in campo in sostituzione di Mark Yeates, nel pareggio per 1-1 contro il Reading. Il 19 marzo ha segnato la prima rete nel calcio inglese, sancendo il definitivo 2-0 sul Leeds.
A fine stagione, è tornato al Fulham e si è ritrovato compagno di squadra del fratello maggiore John Arne Riise, per la prima volta in una squadra di club. Il 26 settembre è stato però ceduto in prestito al Portsmouth, fino al novembre dello stesso anno. Terminato il prestito, rientrato ai Cottagers. A fine stagione, si è ritrovato senza contratto.

#### Il ritorno al Lillestrøm
Il 29 luglio 2012, è stato reso noto il suo ritorno al Lillestrøm, firmando un contratto della durata di tre anni e mezzo. È tornato a calcare i campi dell'Eliteserien in data 5 agosto, schierato titolare nel successo per 0-1 sul campo del Sandnes Ulf.

#### Nuovamente all'Aalesund
L'8 luglio 2015, l'Aalesund ha annunciato d'aver ingaggiato Riise, che ha firmato un contratto valido fino al 31 dicembre 2018 e che si sarebbe aggregato in squadra a partire dal 22 luglio, data di riapertura del calciomercato locale. L'8 gennaio 2016, in seguito alla partenza di Sten Grytebust, è stato nominato nuovo capitano della squadra.
Al termine del campionato 2017, l'Aalesund è retrocesso in 1. divisjon. Il 17 marzo 2018, ha perso la fascia di capitano in favore di Fredrik Carlsen, per decisione del nuovo allenatore Lars Bohinen. Il 15 agosto 2018 ha rescisso il contratto che lo legava al club.

#### Sogndal
Sempre il 15 agosto 2018, ha firmato un accordo valido fino al termine della stagione con il Sogndal.

### Nazionale
Riise ha giocato 16 partite per la Norvegia under 21, con 5 reti all'attivo. Ha esordito il 17 febbraio 2004, nella sconfitta per 2-1 contro la Spagna under 21. È stato lui a segnare la rete in favore della selezione scandinava.
Ha debuttato poi per la Nazionale maggiore il 15 novembre 2006, sostituendo Anders Rambekk nel pareggio per 1-1 contro la Serbia, in amichevole. Il 17 ottobre 2007 ha segnato la prima rete, contribuendo al successo per 2-0 sulla Bosnia ed Erzegovina. Il 7 settembre 2010 ha ricevuto il Gullklokka, poiché ha giocato la 25ª partita per la Norvegia, contro il Portogallo.

## Statistiche

### Presenze e reti nei club
Statistiche aggiornate al 7 gennaio 2019.
| Stagione              | Club                  | Campionato            | Campionato | Campionato | Coppe nazionali | Coppe nazionali | Coppe nazionali | Coppe continentali | Coppe continentali | Coppe continentali | Supercoppe | Supercoppe | Supercoppe | Totale | Totale |
| Stagione              | Club                  | Comp                  | Pres       | Reti       | Comp            | Pres            | Reti            | Comp               | Pres               | Reti               | Comp       | Pres       | Reti       | Pres   | Reti   |
| --------------------- | --------------------- | --------------------- | ---------- | ---------- | --------------- | --------------- | --------------- | ------------------ | ------------------ | ------------------ | ---------- | ---------- | ---------- | ------ | ------ |
| 2001                  | Aalesund              | 1D                    | ?          | ?          | CN              | 0               | 0               | -                  | -                  | -                  | -          | -          | -          | ?      | ?      |
| 2002                  | Aalesund              | 1D                    | ?          | ?          | CN              | 0               | 0               | -                  | -                  | -                  | -          | -          | -          | ?      | ?      |
| 2002                  | Viking                | ES                    | 0          | 0          | CN              | ?               | ?               | CU                 | 0                  | 0                  | -          | -          | -          | ?      | ?      |
| gen.-giu. 2003        | Standard Liegi        | DI                    | ?          | ?          | CB              | ?               | ?               | -                  | -                  | -                  | -          | -          | -          | ?      | ?      |
| 2003-2004             | Standard Liegi        | DI                    | ?          | ?          | CB              | ?               | ?               | -                  | -                  | -                  | -          | -          | -          | ?      | ?      |
| Totale Standard Liegi | Totale Standard Liegi | Totale Standard Liegi | 17         | 0          |                 | ?               | ?               |                    | ?                  | ?                  |            | 0          | 0          | 17+    | 0+     |
| 2004-2005             | Brussels              | DI                    | 31         | 2          | CB              | ?               | ?               | -                  | -                  | -                  | -          | -          | -          | 31+    | 2+     |
| lug.-dic. 2005        | Lillestrøm            | ES                    | 13         | 0          | CN              | 3               | 0               | -                  | -                  | -                  | -          | -          | -          | 16     | 0      |
| 2006                  | Lillestrøm            | ES                    | 25         | 1          | CN              | 3               | 1               | -                  | -                  | -                  | -          | -          | -          | 28     | 1      |
| 2007                  | Lillestrøm            | ES                    | 24         | 3          | CN              | 7               | 1               | CU                 | 2                  | 0                  | -          | -          | -          | 33     | 4      |
| 2008                  | Lillestrøm            | ES                    | 9          | 0          | CN              | 1               | 0               | CU                 | 0                  | 0                  | -          | -          | -          | 10     | 0      |
| gen.-lug. 2009        | Lillestrøm            | ES                    | 15         | 6          | CN              | 2               | 0               | -                  | -                  | -                  | -          | -          | -          | 17     | 6      |
| 2009-2010             | Fulham                | PL                    | 12         | 0          | FA+LC           | 3+1             | 0               | UEL                | 9                  | 0                  | -          | -          | -          | 16     | 0      |
| ago. 2010-feb. 2011   | Fulham                | PL                    | 3          | 0          | FA+LC           | 0               | 0               | -                  | -                  | -                  | -          | -          | -          | 0      | 0      |
| feb.-giu. 2011        | Sheffield United      | FLC                   | 13         | 1          | FA+LC           | 0               | 0               | -                  | -                  | -                  | -          | -          | -          | 13     | 1      |
| ago.-set. 2011        | Fulham                | PL                    | 0          | 0          | FA+LC           | 0               | 0               | UEL                | 4                  | 0                  | -          | -          | -          | 4      | 0      |
| set.-nov. 2011        | Portsmouth            | FLC                   | 13         | 1          | FA+LC           | 0               | 0               | -                  | -                  | -                  | -          | -          | -          | 13     | 1      |
| nov. 2011-2012        | Fulham                | PL                    | 0          | 0          | FA+LC           | 0               | 0               | UEL                | 0                  | 0                  | -          | -          | -          | 0      | 0      |
| Totale Fulham         | Totale Fulham         | Totale Fulham         | 15         | 0          |                 | 4               | 0               |                    | 13                 | 0                  |            | 0          | 0          | 32     | 0      |
| ago.-dic. 2012        | Lillestrøm            | ES                    | 11         | 2          | CN              | -               | -               | -                  | -                  | -                  | -          | -          | -          | 11     | 2      |
| 2013                  | Lillestrøm            | ES                    | 29         | 5          | CN              | 6               | 1               | -                  | -                  | -                  | -          | -          | -          | 35     | 6      |
| 2014                  | Lillestrøm            | ES                    | 27         | 0          | CN              | 1               | 0               | -                  | -                  | -                  | -          | -          | -          | 28     | 0      |
| gen.-lug. 2015        | Lillestrøm            | ES                    | 15         | 0          | CN              | 1               | 0               | -                  | -                  | -                  | -          | -          | -          | 16     | 0      |
| Totale Lillestrøm     | Totale Lillestrøm     | Totale Lillestrøm     | 168        | 17         |                 | 24              | 3               |                    | 2                  | 0                  |            | 0          | 0          | 194    | 20     |
| lug.-dic. 2015        | Aalesund              | ES                    | 13         | 0          | CN              | -               | -               | -                  | -                  | -                  | -          | -          | -          | 13     | 0      |
| 2016                  | Aalesund              | ES                    | 24         | 2          | CN              | 3               | 0               | -                  | -                  | -                  | -          | -          | -          | 27     | 2      |
| 2017                  | Aalesund              | ES                    | 16         | 1          | CN              | 1               | 0               | -                  | -                  | -                  | -          | -          | -          | 17     | 1      |
| gen.-ago. 2018        | Aalesund              | 1D                    | 4          | 0          | CN              | 1               | 0               | -                  | -                  | -                  | -          | -          | -          | 5      | 0      |
| Totale Aalesund       | Totale Aalesund       | Totale Aalesund       | 106        | 8          |                 | 5               | 0               |                    | 0                  | 0                  |            | 0          | 0          | 121    | 8      |
| ago.-dic. 2018        | Sogndal               | 1D                    | 6          | 0          | CN              | -               | -               | -                  | -                  | -                  | -          | -          | -          | 6      | 0      |
| Totale                | Totale                | Totale                | 356        | 29         |                 | 32+             | 1+              |                    | 15+                | 0+                 |            | 0          | 0          | 413+   | 32+    |

### Cronologia presenze e reti in Nazionale
| Cronologia completa delle presenze e delle reti in nazionale ― Norvegia | Cronologia completa delle presenze e delle reti in nazionale ― Norvegia | Cronologia completa delle presenze e delle reti in nazionale ― Norvegia | Cronologia completa delle presenze e delle reti in nazionale ― Norvegia | Cronologia completa delle presenze e delle reti in nazionale ― Norvegia | Cronologia completa delle presenze e delle reti in nazionale ― Norvegia | Cronologia completa delle presenze e delle reti in nazionale ― Norvegia | Cronologia completa delle presenze e delle reti in nazionale ― Norvegia |
| Data                                                                    | Città                                                                   | In casa                                                                 | Risultato                                                               | Ospiti                                                                  | Competizione                                                            | Reti                                                                    | Note                                                                    |
| ----------------------------------------------------------------------- | ----------------------------------------------------------------------- | ----------------------------------------------------------------------- | ----------------------------------------------------------------------- | ----------------------------------------------------------------------- | ----------------------------------------------------------------------- | ----------------------------------------------------------------------- | ----------------------------------------------------------------------- |
| 15-11-2006                                                              | Belgrado                                                                | Serbia                                                                  | 1 – 1                                                                   | Norvegia                                                                | Amichevole                                                              | -                                                                       |                                                                         |
| 2-6-2007                                                                | Oslo                                                                    | Norvegia                                                                | 4 – 0                                                                   | Malta                                                                   | Qual. Euro 2008                                                         | -                                                                       |                                                                         |
| 6-6-2007                                                                | Oslo                                                                    | Norvegia                                                                | 4 – 0                                                                   | Ungheria                                                                | Qual. Euro 2008                                                         | -                                                                       |                                                                         |
| 22-8-2007                                                               | Oslo                                                                    | Norvegia                                                                | 2 – 1                                                                   | Argentina                                                               | Amichevole                                                              | -                                                                       |                                                                         |
| 8-9-2007                                                                | Chișinău                                                                | Moldavia                                                                | 0 – 1                                                                   | Norvegia                                                                | Qual. Euro 2008                                                         | -                                                                       |                                                                         |
| 12-9-2007                                                               | Oslo                                                                    | Norvegia                                                                | 2 – 2                                                                   | Grecia                                                                  | Qual. Euro 2008                                                         | -                                                                       |                                                                         |
| 17-10-2007                                                              | Sarajevo                                                                | Bosnia ed Erzegovina                                                    | 0 – 2                                                                   | Norvegia                                                                | Qual. Euro 2008                                                         | 1                                                                       |                                                                         |
| 17-11-2007                                                              | Oslo                                                                    | Norvegia                                                                | 1 – 2                                                                   | Turchia                                                                 | Qual. Euro 2008                                                         | -                                                                       |                                                                         |
| 21-11-2007                                                              | Ta' Qali                                                                | Malta                                                                   | 1 – 4                                                                   | Norvegia                                                                | Qual. Euro 2008                                                         | -                                                                       |                                                                         |
| 11-10-2008                                                              | Glasgow                                                                 | Scozia                                                                  | 0 – 0                                                                   | Norvegia                                                                | Qual. Mondiali 2010                                                     | -                                                                       |                                                                         |
| 19-11-2008                                                              | Dnipropetrovs'k                                                         | Ucraina                                                                 | 1 – 0                                                                   | Norvegia                                                                | Amichevole                                                              | -                                                                       |                                                                         |
| 11-2-2009                                                               | Düsseldorf                                                              | Germania                                                                | 0 – 1                                                                   | Norvegia                                                                | Amichevole                                                              | -                                                                       |                                                                         |
| 28-3-2009                                                               | Rustenburg                                                              | Sudafrica                                                               | 2 – 1                                                                   | Norvegia                                                                | Amichevole                                                              | -                                                                       |                                                                         |
| 1-4-2009                                                                | Oslo                                                                    | Norvegia                                                                | 3 – 2                                                                   | Finlandia                                                               | Amichevole                                                              | -                                                                       |                                                                         |
| 6-6-2009                                                                | Skopje                                                                  | Macedonia                                                               | 0 – 0                                                                   | Norvegia                                                                | Qual. Mondiali 2010                                                     | -                                                                       |                                                                         |
| 10-6-2009                                                               | Rotterdam                                                               | Paesi Bassi                                                             | 2 – 0                                                                   | Norvegia                                                                | Qual. Mondiali 2010                                                     | -                                                                       |                                                                         |
| 12-8-2009                                                               | Oslo                                                                    | Norvegia                                                                | 4 – 0                                                                   | Scozia                                                                  | Qual. Mondiali 2010                                                     | -                                                                       |                                                                         |
| 5-9-2009                                                                | Reykjavík                                                               | Islanda                                                                 | 1 – 1                                                                   | Norvegia                                                                | Qual. Mondiali 2010                                                     | -                                                                       |                                                                         |
| 9-9-2009                                                                | Oslo                                                                    | Norvegia                                                                | 2 – 1                                                                   | Macedonia                                                               | Qual. Mondiali 2010                                                     | -                                                                       |                                                                         |
| 10-10-2009                                                              | Oslo                                                                    | Norvegia                                                                | 1 – 0                                                                   | Sudafrica                                                               | Amichevole                                                              | -                                                                       |                                                                         |
| 3-3-2010                                                                | Žilina                                                                  | Slovacchia                                                              | 0 – 1                                                                   | Norvegia                                                                | Amichevole                                                              | -                                                                       |                                                                         |
| 2-6-2010                                                                | Oslo                                                                    | Norvegia                                                                | 0 – 1                                                                   | Ucraina                                                                 | Amichevole                                                              | -                                                                       |                                                                         |
| 11-8-2010                                                               | Oslo                                                                    | Norvegia                                                                | 2 – 1                                                                   | Francia                                                                 | Amichevole                                                              | -                                                                       |                                                                         |
| 3-9-2010                                                                | Reykjavík                                                               | Islanda                                                                 | 1 – 2                                                                   | Norvegia                                                                | Qual. Euro 2012                                                         | -                                                                       |                                                                         |
| 7-9-2010                                                                | Oslo                                                                    | Norvegia                                                                | 1 – 0                                                                   | Portogallo                                                              | Qual. Euro 2012                                                         | -                                                                       |                                                                         |
| 8-10-2010                                                               | Larnaca                                                                 | Cipro                                                                   | 1 – 2                                                                   | Norvegia                                                                | Qual. Euro 2012                                                         | -                                                                       |                                                                         |
| 17-11-2010                                                              | Dublino                                                                 | Irlanda                                                                 | 1 – 2                                                                   | Norvegia                                                                | Amichevole                                                              | -                                                                       |                                                                         |
| 9-2-2011                                                                | Faro                                                                    | Polonia                                                                 | 1 – 0                                                                   | Norvegia                                                                | Amichevole                                                              | -                                                                       |                                                                         |
| 26-3-2011                                                               | Oslo                                                                    | Norvegia                                                                | 1 – 1                                                                   | Danimarca                                                               | Qual. Euro 2012                                                         | -                                                                       |                                                                         |
| 4-6-2011                                                                | Lisbona                                                                 | Portogallo                                                              | 1 – 0                                                                   | Norvegia                                                                | Qual. Euro 2012                                                         | -                                                                       |                                                                         |
| 7-6-2011                                                                | Oslo                                                                    | Norvegia                                                                | 1 – 0                                                                   | Lituania                                                                | Amichevole                                                              | -                                                                       |                                                                         |
| 7-9-2012                                                                | Reykjavík                                                               | Islanda                                                                 | 2 – 0                                                                   | Norvegia                                                                | Qual. Mondiali 2014                                                     | -                                                                       |                                                                         |
| 11-9-2012                                                               | Oslo                                                                    | Norvegia                                                                | 2 – 1                                                                   | Slovenia                                                                | Qual. Mondiali 2014                                                     | -                                                                       |                                                                         |
| 9-1-2013                                                                | Città del Capo                                                          | Sudafrica                                                               | 0 – 1                                                                   | Norvegia                                                                | Amichevole                                                              | -                                                                       |                                                                         |
| 12-1-2013                                                               | Ndola                                                                   | Zambia                                                                  | 0 – 0                                                                   | Norvegia                                                                | Amichevole                                                              | -                                                                       |                                                                         |
| Totale                                                                  |                                                                         | Presenze                                                                | 35                                                                      |                                                                         | Reti                                                                    | 1                                                                       |                                                                         |

## Palmarès

### Club

#### Competizioni nazionali
- Coppa di Norvegia: 1

Lillestrøm: 2007

### Individuale
- Gullklokka

2010